# Tetrapterys sericea
Tetrapterys sericea är en tvåhjärtbladig växtart som beskrevs av Adrien Henri Laurent de Jussieu. Tetrapterys sericea ingår i släktet Tetrapterys och familjen Malpighiaceae. Inga underarter finns listade i Catalogue of Life.